# París-Roubaix 1944
La 43.ª edición de la París-Roubaix tuvo lugar el 9 de abril de 1944 y fue ganada por el belga Maurice Desimpelaere. 

## Clasificación final
| Posición | Ciclista             | Equipo           | Tiempo     |
| -------- | -------------------- | ---------------- | ---------- |
| 1        | Maurice Desimpelaere | Alcyon           | 6h 09' 57" |
| 2        | Jules Rossi          | -                | m. t.      |
| 3        | Louis Thiétard       | Metropole-Dunlop | m. t.      |
| 4        | Raymond Goussot      | -                | m. t.      |
| 5        | Georges Claes        | Trialoux-Wolber  | m. t.      |
| 6        | Emiel Faignaert      | Michard          | m. t.      |
| 7        | Alvaro Giorgetti     | -                | m. t.      |
| 8        | Amedee Rolland       | -                | m. t.      |
| 9        | Manuel Huguet        | -                | m. t.      |
| 10       | Lucien Vlaemynck     | Alcyon           | m. t.      |